# Costa Rica aux Jeux paralympiques
Le Costa Rica a participé pour la première fois aux Jeux paralympiques aux Jeux paralympiques d'été de 1992 à Barcelone, la toute première médéille a été gagné par Sherman Guity au Jeux paralympiques d'été de 2020 à Tokyo, il a gagné deux médailles une d'or en 200 mètres et une d'argent et détient également le Record Paralympique en 200m dans sa catégorie.